# Francja na Letnich Igrzyskach Olimpijskich 2000
Francję na Letnich Igrzyskach Olimpijskich 2000 reprezentowało 336 zawodników.

## Zdobyte medale

### Złote
- Brahim Asloum – boks, waga papierowa
- Tony Estanguet – kajakarstwo, C-1 slalom
- Félicia Ballanger – kolarstwo torowe, 1 km sprint
- Félicia Ballanger – kolarstwo torowe, 500 m
- Florian Rousseau – kolarstwo torowe, keirin
- Miguel Martinez – kolarstwo górskie, cross-country
- Laurent Gané, Florian Rousseau, Arnaud Tournant – kolarstwo torowe, sprint drużynowo
- Jean-Noël Ferrari, Brice Guyart, Patrice Lhôtellier, Lionel Plumenail – szermierka, floret drużynowo
- David Douillet – judo, kategoria +100 kg
- Severine Vandenhende – judo, kategoria do 63 kg
- Michel Andrieux, Jean-Christophe Rolland – wioślarstwo
- Jean-Christophe Bette, Xavier Dorfman, Yves Hocdé, Laurent Porchier – wioślarstwo, czwórka bez sternika wagi lekkiej
- Franck Dumoulin – strzelectwo

### Srebrne
- Jim Bilba, Yann Bonato, Makan Dioumassi, Laurent Foirest, Thierry Gadou, Cyril Julian, Henry Crawford Palmer, Antoine Rigaudeau, Stephane Risacher, Laurent Sciarra, Moustapha Sonko, Frédéric Weis – koszykówka
- Brigitte Guibal – kajakarstwo, K-1 slalom
- Florian Rousseau – kolarstwo torowe, 1 km sprint
- Marion Clignet – kolarstwo torowe
- Hugues Obry – szermierka, szpada indywidualnie
- Matthieu Gourdain – szermierka, Szabla indywidualnie
- Matthieu Gourdain, Julien Pillet, Cédric Séguin, Damien Touya – szermierka, szabla drużynowo
- Benjamin Varonian – gimnastyka sportowa, ćwiczenia na drążku
- Eric Poujade – gimnastyka sportowa, ćwiczenia na koniu z łękami
- Larbi Benboudaoud – judo, kategoria do 66 kg
- Céline Lebrun – judo, kategoria do 78 kg
- Delphine Racinet – strzelectwo, trap
- Roxana Maracineanu – pływanie, 200 m stylem grzbietowym
- Jean François di Martino, Robert Leroux, Hugues Obry, Éric Srecki – szermierka, szpada drużynowo

### Brązowe
- Jérôme Thomas – boks, Waga musza (do 51 kg)
- Anne-Lise Bardet – kajakarstwo, K-1 slalom
- Jeannie Longo – kolarstwo szosowe, jazda indywidualna na czas
- Laura Flessel – szermierka, szpada indywidualnie
- Frédéric Demontfaucon – judo, kategoria do 90 kg
- Stéphane Traineau – judo, kategoria do 100 kg
- Thibaud Chapelle, Pascal Touron – wioślarstwo
- Virginie Dedieu, Myriam Lignot – pływanie synchroniczne
- Patrick Chila, Jean-Philippe Gatien – tenis stołowy, gra podwójna mężczyzn
- Arnaud Di Pasquale – tenis ziemny, gra pojedyncza mężczyzn
- Pascal Gentil – Taekwondo, Waga ciężka (+80 kg)